# Гудков Лев Дмитрович
Лев Дмитрович Гудков (нар. 6 грудня 1946, Москва) — російський соціолог, фахівець у галузі масових опитувань. Директор Аналітичного центру Юрія Левади; головний редактор журналу «Вестник общественного мнения» (Росія); доктор філософських наук.

## Біографія
Закінчив факультет журналістики Московського державного університету (1971).
Працював у першій радянській соціологічній науко-дослідницькій установі — закритому Інституті конкретних соціальних досліджень (ІКСІ АН СРСР і КДБ СРСР), Інституті наукової інформації з суспільних наук АН СРСР, в Центральній державній бібліотеці СРСР ім. Леніна, ВНДІ технічної естетики, Всесоюзній книжковій палаті. В 1988—2003 рр. — провідний науковий співробітник Всеросійського центру вивчення громадської думки (рос. ВЦИОМ), завідувач відділу теорії, пізніше — відділу соціально-політичних досліджень. В 2003 р після ліквідації російською державною владою незалежності ВЦИОМ, перейшов разом з Юрієм Левадою в новостворений «Левада-Центрі», де працював на аналогічній посаді. У грудні 2006 р обраний на пост директора директор «Левада-Центру».
У різний час викладав соціологію культури в Інституті європейських наук при РДГУ та політичну соціологію в Московській вищій школі соціальних і економічних наук. Викладає соціологію в ДУ-ВШЕ. Учасник всіх основних дослідницьких проектів центру «Радянська людина», з 1989, «Бюрократія», «Російський націоналізм», «Російські еліти» та ін.

## Праці
Автор багатьох монографій і статей з теорії і методології масових опитувань, та соціально-ментального стану сучасного російського суспільства

## Громадянська позиція
У вересні 2015 року, під час прес-конференції у відповідь на запитання Лев Гудков заявив, що Крим не має ні морального, ні етичного права бути у складі Росії.
21 лютого 2022 року, підписав відкритий колективний лист російського Конгресу інтелігенції "Ви будете прокляті!" Паліям війни», в якому йдеться про історичну відповідальність влади РФ за розпалювання «великої війни з Україною».